# Hrabstwo Washoe

Piramida wieku hrabstwa

Hrabstwo Washoe – amerykańskie hrabstwo w zachodniej części stanu Nevada. Jedno z najludniejszych: w roku 2000 liczba mieszkańców wynosiła 339 486, a 1 lipca 2004 383 453. Stolicą jest Reno.

## Historia
Washoe powstało w 1861 roku i było jednym z dziewięciu pierwszych hrabstw Terytorium Nevady. Nazwane zostało na cześć Indian Washoe. W 1883 roku przyłączono do niego hrabstwo Roop. Pierwszą stolicą zostało Washoe City. W 1871 roku władze przeniosły się do Reno.

## Geografia
Całkowita powierzchnia wynosi 16 967 km² (6551 mil²), z czego 16 426 km² (6342 mi²) stanowi ląd, a 541 km² (209 mil²) woda (3,19%). Na terenie hrabstwa leży część Jeziora Tahoe, przez który przebiega granica z Kalifornią.

### Miasta
- Reno
- Sparks

### CDP
- Cold Springs
- Crystal Bay
- Empire
- Gerlach
- Golden Valley
- Incline Village
- Lemmon Valley
- Mogul
- Nixon
- Spanish Springs
- Sun Valley
- Sutcliffe
- Verdi
- Wadsworth
- Washoe Valley

### Opuszczone miejscowości
- Vya

### Sąsiednie hrabstwa
- Humboldt – wschód
- Pershing – wschód
- Churchill – wschód
- Lyon – południowy wschód
- Storey – południe
- Carson City (miasto o prawach hrabstwa) – południe
- Placer w Kalifornii – południowy zachód
- Nevada w Kalifornii – zachód
- Sierra w Kalifornii – zachód
- Lassen w Kalifornii – zachód
- Modoc w Kalifornii – zachód
- Lake w Oregonie – północ
- Harney w Oregonie – północny wschód